# Joanna Shimkus
Joanna Shimkus (ur. 30 października 1943 w Halifaksie, Nowa Szkocja, Kanada) – kanadyjsko-francuska aktorka pochodzenia żydowsko-irlandzkiego (jej ojciec był Żydem pochodzącym z Litwy, a matka miała pochodzenie irlandzkie); żona Sidneya Poitier.

## Kariera zawodowa
Joanna Shimkus mając niespełna 19 lat, w 1964 r., przyjechała do Paryża, aby w mekce artystów szukać szczęścia. Początkowo pracowała jako dziewczyna z okładki (ang. cover girl), ale zaledwie kilka jej zdjęć ukazało się na okładkach czasopism, gdyż francuski reżyser Jean Aurel zaproponował jej rolę w filmie De l'amour (1964). Historia o mężczyźnie, wcieleniu wiecznego Don Juana, któremu kolejne podboje nie przynoszą upragnionego szczęścia była jednocześnie jej ekranowym debiutem. Jednak prawdziwym odkrywcą Joanny Shimkus jest reżyser Robert Enrico, w którego filmach stworzyła najciekawsze kreacje. Ulubionym tematem filmów Enrico jest męska przyjaźń i solidarność, bohaterowie jego filmów żyją pełnią życia, choć nie zawsze zgodnie z prawem i porządkiem społecznym. W takim świecie jest miejsce tylko dla kobiet obdarzonych podobnymi cechami charakteru. Letycja z Poszukiwaczy przygód, gdzie partnerował jej wielki amant francuskiego kina – Alain Delon, podobnie jak Benedite z filmu Człowiek w pięknym krawacie, są więc wierne i lojalne wobec mężczyzn, których kochają i dla których porzucają swe dostatnie, spokojne życie, choć kończy się to dla nich tragicznie. W 1967 r. Joanna Shimkus dostała pierwszą dużą rolę w filmie Ciotka Zita (1968), znów reżyserowanym przez Roberta Enrico. Shimkus zagrała tu młodą dziewczynę żegnającą świat dzieciństwa w zderzeniu z brutalnym światem dorosłych. Aktorka zebrała za tę rolę mnóstwo pochwał, co otworzyło jej wrota do dalszej kariery.
Lata 1968–1970 uczyniły z Joanny gwiazdę międzynarodową. Zagrała w czterech głośnych filmach. W Boom! była partnerką takich sław jak Elizabeth Taylor i Richard Burton. Świetną rolę zagrała w głośnym filmie Bądź w porcie nocą (1969) – grała tam dziewczynę, która jest przyjaciółką bojówkarza organizacji Czarne Pantery i ginie razem z nim pod kulami policji. Jej partnerem był najsłynniejszy wówczas czarnoskóry aktor Sidney Poitier, którego poślubiła w 1976 roku.
Kolejnym sukcesem stał się angielski film Dziewica i cygan, będący adaptacją powieści D.H. Lawrence’a. Córka purytańskiego pastora wyrywa się ze świata zakłamania i obłudy dzięki namiętnej miłości do wędrownego włóczęgi (w tej roli Franco Nero). W 1971 roku za rolę w tym filmie została nominowana do nagrody Golden Laurel Star of Female.
W 1969 roku wystąpiła w filmie Zaproszona, w którym partnerował jej gwiazdor kina francuskiego Michel Piccoli. We Francji Shimkus nazwano „Dzieckiem szczęścia”, a Michel Piccoli zauważył, że tajemnicą sukcesów Joanny jest umiejętność wyposażania bohaterek we wszystkie dobre cechy jej osobowości.
W 1971 roku wystąpiła jeszcze w dwóch filmach – A Time for loving, gdzie partnerował jej Mel Ferrer oraz w obrazie The Marriage of a Young Stockbroker z Richardem Benjaminem. Tym filmem zakończyła swoją, trwającą zaledwie sześć lat, aktorską karierę.

## Życie prywatne
Od 1969 roku była związana z Sidneyem Poitier, z którym ma dwie córki: Anika Poitier – urodzoną w 1972 i Sydney Tamiia Poitier – urodzoną w 1973 roku. W 1976 Joanna i Sidney wzięli ślub. Joanna Shimkus zajmuje się projektowaniem i dekoracją wnętrz.